# Reyer Venezia Mestre
Reyer Venezia Mestre este un club profesionist de baschet din Veneția, Italia. Clubul are atât echipă de baschet feminină cât și masculină. Fondat în 1872 ca un club de gimnastică Società Sportiva Costantino Reyer, a început să sponsorizeze secția de baschet în 1907, secția respectivă fiind denumită Pallacanestro Venezia.
Echipa masculină a câștigat LBA în 1942 și 1943.

## Istoria
Echipa a fost fondată în 1872 de către profesorul de gimnastică Peter Gallo în Veneția. În sezonul 1941-1942 și 1942-1943, Reyer a câștigat două titluri naționale consecutive. În anul 1944, echipa a câștigat de asemenea campionatul italian, dar victoria nu a fost aprobată de către Federația Italiană.
În 2006-07, Reyer a câștigat divizia de amatori din Italia și a promovat în LegaDue. În sezonul 2010-11, echipa a promovat în cele din urmă în Lega Basket Serie A.

## Palmares

### Național
- Campionatul italian

Campioană (4):1942, 1943, 2017, 2019

### Internațional
- Cupa Korać FIBA

Vicecampioană (1): 1981

## Nume datorate sponsorilor
De-a lungul anilor, clubul a avut mai multe nume, datorate sponsorilor:
- Noalex Venezia (1966–1970)
- Splügen Venezia (1970–1973)
- Canon Venezia (1973–1980)
- Carrera Venezia (1980–1984)
- Giomo Venezia (1984–1987)
- Hitachi Venezia (1987–1990)
- Scaini Venezia (1991–1993)
- Acqua Lora Venezia (1993–1994)
- San Benedetto (1994–1995)
- Reyer Venezia (1995-1996)
- Panto Venezia (1998–2001)
- Acqua Pia Antica Marcia (2005–2006)
- Umana Reyer Venezia (2006–prezent)

## Sezoane
| Sezon   | Ligă    | Poz. | Postsezon          | Cupa Italiei       | Competiții europene | Competiții europene | Competiții europene |
| ------- | ------- | ---- | ------------------ | ------------------ | ------------------- | ------------------- | ------------------- |
| 2010–11 | LegaDue | 2    | Vicecampioană ▲    | –                  | –                   | –                   | –                   |
| 2011–12 | Serie A | 7    | Sferturi de finală | –                  | –                   | –                   | –                   |
| 2012–13 | Serie A | 8    | Sferturi de finală | –                  | –                   | –                   | –                   |
| 2013–14 | Serie A | 11   | –                  | –                  | –                   | –                   | –                   |
| 2014–15 | Serie A | 2    | Semifinale         | Sferturi de finală | –                   | –                   | –                   |
| 2015–16 | Serie A | 5    | Semifinale         | Sferturi de finală | 2                   | Eurocup             | 16-imi              |
| 2016–17 | Serie A |      |                    |                    | 3                   | Liga Campionilor    |                     |

Source: Eurobasket.com
- ▲ Echipa a promovat într-o divizie superioară.

## Notable players
- Gabriele Vianello (1956-57; 1967-72)
- Nemanja Đurić (1967-68)
- Steve Hawes (1972–74)
- Lorenzo Carraro (1975-81)
- Neal Walk (1977–78)
- Joe DeSantis (1979–80)
- Scott Lloyd (1979–80)
- Dražen Dalipagić (1980-81; 1985-88)
- Spencer Haywood (1980–81)
- Sidney Wicks (1981-82)
- Bruce Seals (1981-82)
- Ratko Radovanović (1986-90)
- Steve Burtt (1995-1996)
- Kristaps Janičenoks (2008–10)
- Alvin Young (2010-2013)
- Yakhouba Diawara (2012-13)
- Tomas Ress (2014-prezent)
- Phil Goss (2014-2016)
- Hrvoje Perić (2012-prezent)
- Melvin Ejim (2016-prezent)